# Curveulima bollonsi
Curveulima bollonsi är en snäckart som först beskrevs av Powell 1937.  Curveulima bollonsi ingår i släktet Curveulima och familjen Eulimidae. Inga underarter finns listade i Catalogue of Life.